# Kyriakos Papadopoulos
Kyriakos Papadopoulos (Grieks: Κυριάκος Παπαδόπουλος) (Katerini, 23 februari 1992) is een Grieks voetballer. Hij speelt doorgaans als centrale verdediger, maar kan ook als defensieve middenvelder uitkomen. Hij debuteerde in 2011 in het Grieks voetbalelftal.

## Clubcarrière

### Olympiakos Piraeus
Papadopoulos speelde sinds 2001, op negenjarige leeftijd, bij de club GAS Svoronos uit zijn geboortestad. Als vijftienjarige kwam hij terecht in de jeugdopleiding van de Griekse topclub Olympiakos Piraeus. In de zomer van 2007 werd hij uitgenodigd voor een trainingskamp van het Spaanse RCD Espanyol; hij presteerde echter zodanig, dat het bestuur van Olympiakos hem direct een vast en professioneel contract aanbood. In de periode tussen 2007 en 2010 was Papadopoulos actief in het jeugdelftal van de club, maar in zijn eerste jaar was hij ook een enkele keer actief in het hoofdelftal. Bij de eerste negen duels in de Super League in het seizoen 2007/08 werd hij niet opgenomen in de selectie, maar tijdens de tiende speelronde maakte trainer Takis Lemonis wel gebruik van hem. In de wedstrijd tegen Atromitos FC (1–3 winst) maakte hij zijn debuut op het hoogste voetbalniveau door na 88 minuten speeltijd Cristian Ledesma te vervangen. Ten tijde van dit duel, gespeeld op 2 december 2007, was Papadopoulos vijftien jaar en 283 dagen oud en daarmee de jongste speler in de Griekse voetbalcompetitie aller tijden. In dezelfde jaargang kwam hij uiteindelijk niet meer dan driemaal in actie in de competitie – 26 speelminuten in totaal; de overige duels werd hij tevens niet opgenomen in de selectie. Ook in het Grieks bekertoernooi kwam hij niet in actie, net als in het Europees voetbal (UEFA Champions League). In september 2008 verlengde Olympiakos Papadopoulos' contract voor drie jaar; in november 2008 speelde hij zijn eerste competitieduel tegen Ergotelis FC. Hij maakte zijn debuut op internationaal niveau in de UEFA Champions League 2008/09 op 27 november in de met 5–1 gewonnen wedstrijd tegen het Portugese SL Benfica. Papadopoulos speelde het volledige duel. In het najaar van 2008 toonde de Engelse topclub en op dat moment regerend kampioen Manchester United FC interesse in Papadopoulos, ondanks zijn geringe ervaring in het betaald voetbal. De op dat moment zestienjarige was geïnteresseerd in een transfer, maar van een uiteindelijk overstap naar Engeland was geen sprake. Zijn laatste seizoen in Griekenland beleefde Papadopoulos in 2009 en 2010, waarin hij in totaal tot negen optredens kwam in diverse competities.

### FC Schalke 04
Tijdens het seizoen 2009/10 deden meerdere geruchten over interesse van Europese clubs in de speler de ronde: onder meer Manchester City FC zou geïnteresseerd zijn geweest in het overnemen van Papadopoulos. Hij tekende in juni 2010 een contract voor vier jaar bij de Duitse topclub FC Schalke 04; met de transfer was een bedrag van ongeveer twee miljoen euro gemoeid. Papadopoulos was de vijfde speler die Schalke in de zomer had gekocht, na Christoph Metzelder, Erik Jendrisek, Tim Hoogland en Atsuto Uchida. Bij zijn overstap naar Duitsland omschreef Papadopoulos zijn periode in de Griekse competitie als een "opstapje" voor de rest van zijn carrière, wat hem op kritiek in Griekenland kwam te staan en ertoe leidde dat men hem een groot ego verweet. Zijn debuut in de Bundesliga volgde op 21 augustus in de uitwedstrijd tegen Hamburger SV. Hij begon in de basis en werd na 49 minuten speeltijd bij een 1–0 achterstand (eindstand 2–1) vervangen door Lukas Schmitz. In september 2011 verlengde hij zijn contract met één jaar, waardoor zijn contract bij Schalke doorliep tot 2015. Papadopoulos maakte in seizoen 2011/12 zijn eerste doelpunt voor Schalke: in de kwalificatieronde voor de UEFA Europa League tegen HJK Helsinki maakte hij het vierde doelpunt, op aangeven van Lewis Holtby (eindstand 4–1). In Europa, de nationale competitie en het toernooi om de DFB-Pokal maakte hij gedurende het seizoen nog vier doelpunten en kwam hij in 46 wedstrijden in actie. Na afloop van het seizoen 2011/12 toonde AC Milan expliciete interesse in Papadopoulos, zodat hij de naar Paris Saint-Germain vertrokken Thiago Silva zou kunnen vervangen; Papadopoulos gaf echter aan in Gelsenkirchen te willen blijven. Hij was een basisspeler aan het begin van het seizoen 2012/13, tot een slepende knieblessure hem maandenlang van fysieke inspanning weerhield. Hoewel Schalke in december de verwachting had uitgesproken Papadopoulos aan het begin van de tweede seizoenshelft weer in actie te zien, duurde het herstel nog maanden. Pas in november 2013, bijna halverwege het seizoen 2013/14, keerde Papadopoulos terug op het veld. Met het tweede elftal van Schalke 04 speelde hij een uitwedstrijd in de Regionalliga tegen Viktoria Köln (2–1 verlies). Zijn terugkeer in het A-elftal volgde in december, na ruim een jaar blessureleed. Door een nieuwe blessure miste Papadopoulos ook een aanzienlijk deel van de laatste wedstrijden van het competitieseizoen 2012/13.

### Bayer 04 Leverkusen
Ondanks zijn geringe speeltijd toonde Bayer 04 Leverkusen interesse in een overname van Papadopoulos. Begin augustus 2014 tekende hij een contract bij de club. Het contract voor één seizoen werd getekend op huurbasis, waardoor Kyriakos Papadopoulos na afloop van de jaargang 2014/15 weer terugkeert in Gelsenkirchen. De overstap naar Leverkusen was een noodzakelijke, omdat Papadopoulos van mening was dat de trainer van Schalke, Jens Keller geen vertrouwen meer in hem had en, ook nu hij weer fit was, hem geen nieuwe kans wilde geven. Bij Bayer Leverkusen zou hij meer aan spelen kunnen toekomen. Als (chronologisch) eerste doel stelde hij het bereiken van het hoofdtoernooi van de UEFA Champions League, door de play-offs te winnen. Dat lukte: hij speelde ruim een halfuur in de wedstrijd tegen FC Kopenhagen, die met 4–0 gewonnen werd en daardoor Bayer 04 Leverkusen een plaats in de Champions League opleverde. Op 23 augustus 2014 maakte Papadopoulos zijn debuut voor Leverkusen in de Bundesliga: in de uitwedstrijd tegen Borussia Dortmund verving hij in de 80ste minuut Hakan Çalhanoğlu. Dit eerste duel van het seizoen eindigde in een 2–0 overwinning. In oktober won hij met zijn (tijdelijke) werkgever met 1–0 van Schalke 04; in augustus had Papadopoulos de ambitie uitgesproken met Leverkusen boven Schalke te eindigen, wat ook lukte.
Papadopoulos tekende in juni 2017 een contract tot medio 2020 bij Hamburger SV, dat hem in het voorgaande halfjaar al huurde van Bayer 04 Leverkusen. In oktober 2020 ging hij naar NK Lokomotiva Zagreb.

## Clubstatistieken
| Seizoen | Club                  | Competitie    | Wedstrijden | Doelpunten |
| ------- | --------------------- | ------------- | ----------- | ---------- |
| 2007/08 | Olympiakos Piraeus    | Super League  | 3           | 0          |
| 2008/09 | Olympiakos Piraeus    | Super League  | 3           | 0          |
| 2009/10 | Olympiakos Piraeus    | Super League  | 7           | 1          |
| 2010/11 | FC Schalke 04         | Bundesliga    | 18          | 0          |
| 2011/12 | FC Schalke 04         | Bundesliga    | 29          | 2          |
| 2012/13 | FC Schalke 04         | Bundesliga    | 10          | 1          |
| 2013/14 | FC Schalke 04         | Bundesliga    | 4           | 0          |
| 2014/15 | → Bayer 04 Leverkusen | Bundesliga    | 14          | 2          |
| 2015/16 | Bayer 04 Leverkusen   | Bundesliga    | 16          | 0          |
| 2016/17 | → RB Leipzig          | Bundesliga    | 1           | 0          |
| 2016/17 | → Hamburger SV        | Bundesliga    | 15          | 2          |
| 2017/18 | Hamburger SV          | Bundesliga    | 29          | 1          |
| 2018/19 | Hamburger SV          | 2. Bundesliga | 1           | 0          |
| 2019/20 | Hamburger SV          | 2. Bundesliga | 2           | 0          |

## Interlandcarrière
Kyriakos Papadopoulos maakte zijn debuut in het Grieks voetbalelftal onder leiding van de Portugees Fernando Santos op 4 juni 2011 in een kwalificatiewedstrijd voor het Europees kampioenschap voetbal 2012 tegen Malta (3–1 winst). Door een blessure bij Avraam Papadopoulos en afwezigheid van Sokratis Papastathopoulos kwam Papadopoulos ook direct in aanmerking voor speeltijd. Hij speelde uiteindelijk de volledige wedstrijd en was in de 26ste minuut de maker van de 2–0. Van de Poolse arbiter Paweł Gil kreeg Papadopoulos na een kwartier speeltijd zijn eerste gele kaart. Aan het duel nam nog één andere debutant deel, de doelman Dimitrios Konstantopoulos (PAE Kerkyra). Daarna volgden meerdere interlands voor Papadopoulos, waaronder nog drie EK-kwalificatieduels en vier oefenwedstrijden tot aan juni 2012, waarin hij tweemaal trefzeker was. Beide doelpunten waren in de betreffende wedstrijd het enige doelpunt van Griekse zijde en daardoor dus beslissend. Bondscoach Santos nam Papadopoulos in mei 2012 op in de selectie voor het Europees kampioenschap voetbal 2012, dat plaatsvond in Polen en Oekraïne. Griekenland bevond zich in groep A, samen met Rusland, Polen en Tsjechië. Met zijn land speelde hij zijn eerste wedstrijd op een internationaal interlandtoernooi op 8 juni; deze openingswedstrijd van het EK tegen het Pools voetbalelftal eindigde in een 1–1 gelijkspel. Na 37 minuten speeltijd was hij de vervanger van zijn geblesseerde naamgenoot Avraam Papadopoulos. De Grieken versloegen Rusland in de groepsfase en plaatsten zich zodoende voor de knock-outfase. Kyriakos Papadopoulos meende dat bij de volgende opponent, Duitsland, enige angst zou heersen voor dark horse Griekenland. Op 22 juni werd de kwartfinale echter met 4–2 verloren. In september 2012 speelde Papadopoulos mee in de eerste twee kwalificatiewedstrijden voor het wereldkampioenschap voetbal 2014 tegen Letland (1–2 winst) en Litouwen (2–0 winst). Op 14 november kwam hij voorlopig voor het laatst in actie in het Grieks voetbalelftal in een gewonnen oefenduel tegen Ierland; daarna kwam hij maandenlang niet meer aan speeltijd toe in de nationale ploeg, mede door zijn slepende knieblessure die hem ook in het clubvoetbal van spelen weerhield. Blessureleed kostte Papadopoulos uiteindelijk ook zijn plek in de selectie voor het wereldkampioenschap in Brazilië, waar zijn land uiteindelijk de achtste finale behaalde. Op 29 maart 2015 keerde Papadopoulos terug in het Grieks voetbalelftal gedurende een EK-kwalificatieduel tegen Hongarije (0–0).
| Interlands van Kyriakos Papadopoulos voor Griekenland | Interlands van Kyriakos Papadopoulos voor Griekenland | Interlands van Kyriakos Papadopoulos voor Griekenland | Interlands van Kyriakos Papadopoulos voor Griekenland | Interlands van Kyriakos Papadopoulos voor Griekenland | Interlands van Kyriakos Papadopoulos voor Griekenland | Interlands van Kyriakos Papadopoulos voor Griekenland |
| №                                                     | Datum                                                 | Wedstrijd                                             | Uitslag                                               | Soort wedstrijd                                       | Doelpunten                                            |                                                       |
| Als speler bij FC Schalke 04                          | Als speler bij FC Schalke 04                          | Als speler bij FC Schalke 04                          | Als speler bij FC Schalke 04                          | Als speler bij FC Schalke 04                          | Als speler bij FC Schalke 04                          | Als speler bij FC Schalke 04                          |
| ----------------------------------------------------- | ----------------------------------------------------- | ----------------------------------------------------- | ----------------------------------------------------- | ----------------------------------------------------- | ----------------------------------------------------- | ----------------------------------------------------- |
| 1.                                                    | 4 juni 2011                                           | Griekenland – Malta                                   | 3 – 1                                                 | Kwalificatie EK 2012                                  | 26'                                                   |                                                       |
| 2.                                                    | 8 juni 2011                                           | Ecuador – Griekenland                                 | 1 – 1                                                 | Vriendschappelijk                                     |                                                       |                                                       |
| 3.                                                    | 10 augustus 2011                                      | Bosnië en Herzegovina – Griekenland                   | 0 – 0                                                 | Vriendschappelijk                                     |                                                       |                                                       |
| 4.                                                    | 2 september 2011                                      | Israël – Griekenland                                  | 0 – 1                                                 | Kwalificatie EK 2012                                  |                                                       |                                                       |
| 5.                                                    | 6 september 2011                                      | Letland – Griekenland                                 | 1 – 1                                                 | Kwalificatie EK 2012                                  | 84'                                                   |                                                       |
| 6.                                                    | 11 oktober 2011                                       | Georgië – Griekenland                                 | 1 – 2                                                 | Kwalificatie EK 2012                                  |                                                       |                                                       |
| 7.                                                    | 29 februari 2012                                      | Griekenland – België                                  | 1 – 1                                                 | Vriendschappelijk                                     |                                                       |                                                       |
| 8.                                                    | 31 mei 2012                                           | Armenië – Griekenland                                 | 0 – 1                                                 | Vriendschappelijk                                     | 24'                                                   |                                                       |
| 9.                                                    | 8 juni 2012                                           | Polen – Griekenland                                   | 1 – 1                                                 | EK 2012                                               |                                                       |                                                       |
| 10.                                                   | 12 juni 2012                                          | Tsjechië – Griekenland                                | 2 – 1                                                 | EK 2012                                               |                                                       |                                                       |
| 11.                                                   | 16 juni 2012                                          | Griekenland – Rusland                                 | 1 – 0                                                 | EK 2012                                               |                                                       |                                                       |
| 12.                                                   | 22 juni 2012                                          | Duitsland – Griekenland                               | 4 – 2                                                 | EK 2012                                               |                                                       |                                                       |
| 13.                                                   | 15 augustus 2012                                      | Noorwegen – Griekenland                               | 2 – 3                                                 | Vriendschappelijk                                     | 11'                                                   |                                                       |
| 14.                                                   | 7 september 2012                                      | Letland – Griekenland                                 | 1 – 2                                                 | Kwalificatie WK 2014                                  |                                                       |                                                       |
| 15.                                                   | 11 september 2012                                     | Griekenland – Litouwen                                | 2 – 0                                                 | Kwalificatie WK 2014                                  |                                                       |                                                       |
| 16.                                                   | 14 november 2012                                      | Ierland – Griekenland                                 | 0 – 1                                                 | Vriendschappelijk                                     |                                                       |                                                       |
| 17.                                                   | 29 maart 2015                                         | Hongarije – Griekenland                               | 0 – 0                                                 | Kwalificatie EK 2016                                  |                                                       |                                                       |
| 18.                                                   | 4 september 2015                                      | Griekenland – Finland                                 | 0 – 1                                                 | Kwalificatie EK 2016                                  |                                                       |                                                       |
| 19.                                                   | 13 november 2015                                      | Luxemburg – Griekenland                               | 1 – 0                                                 | Vriendschappelijk                                     |                                                       |                                                       |
| 20.                                                   | 17 november 2015                                      | Turkije – Griekenland                                 | 0 – 0                                                 | Vriendschappelijk                                     |                                                       |                                                       |

## Erelijst
| Competitie            |                    |                    |                    |                    |
| Competitie            | Aantal             | Jaren              |                    |                    |
| Olympiakos Piraeus    | Olympiakos Piraeus | Olympiakos Piraeus | Olympiakos Piraeus | Olympiakos Piraeus |
| --------------------- | ------------------ | ------------------ | ------------------ | ------------------ |
| Kampioen Super League | 2x                 | 2007/08, 2008/09   |                    |                    |
| Beker van Griekenland | 2x                 | 2007/08, 2008/09   |                    |                    |
| Griekse supercup      | 1x                 | 2007               |                    |                    |
| FC Schalke 04         |                    |                    |                    |                    |
| DFB-Pokal             | 1x                 | 2010/11            |                    |                    |
| Duitse supercup       | 1x                 | 2011               |                    |                    |